# Haus Boxberger

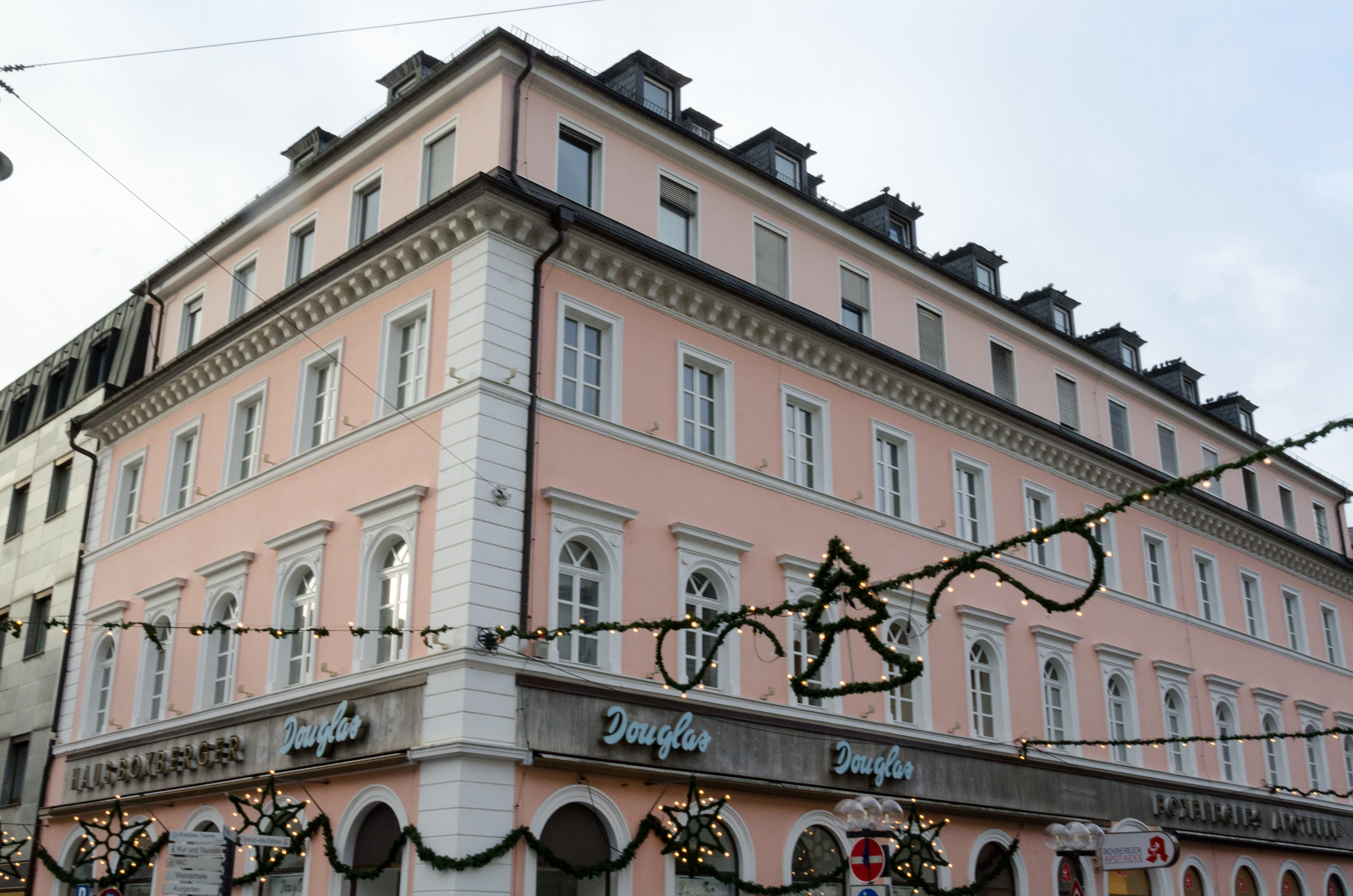
Haus Boxberger

Das Haus Boxberger in Bad Kissingen, der Großen Kreisstadt des unterfränkischen Landkreises Bad Kissingen, befindet sich in der Unteren Marktstraße 12. Es gehört zu den Bad Kissinger Baudenkmälern und ist unter der Nummer D-6-72-114-105 in der Bayerischen Denkmalliste registriert.

## Geschichte
Das Grundstück, auf dem sich das Anwesen befindet, wurde im Jahr 1835 Eigentum der Familie des Kissinger Apothekers Georg Anton Boxberger; er und der Würzburger Baumeister Balthasar Neumann hatten im Jahr 1737 gemeinsam die Fränkische Saale umgeleitet und dabei die Rákóczi-Quellen entdeckt.
Im Auftrag von Karl August Boxberger (1808–1880), Arzt und Verfasser der Geschichte Kissingens und Umgebung, errichtete der Architekt Johann Gottfried Gutensohn das heutige Anwesen um 1837/38 als dreigeschossigen klassizistischen Eckbau. Das Haus Boxberger gehört gemeinsam mit den Anwesen Kaiserhof Victoria (Am Kurgarten 5/7), Haus Collard (Am Kurgarten 6), Westendhaus (Bismarckstraße 24) und Ballinghaus (Martin-Luther-Straße 3) zu den markanten Biedermeier-Bauten des Ortes.
Dorthin verlegte er die 1710 von Georg Anton Boxberger gegründete, bis dahin am Bad Kissinger Marktplatz betriebene Boxberger-Apotheke. Der als repräsentatives Stadthaus angelegte Bau ist im Stil der Münchener Ludwigstraße erbaut. Gutensohn konzipierte drei durch Gurtgesimse voneinander getrennte Geschosse und ein flaches Walmdach über Konsolenfries. Apotheker Franz Seraph Boxberger (1842–1914) übernahm im Jahr 1871 die noch bestehende Apotheke.
Während der Schlacht bei Kissingen am 10. Juli 1866 im Rahmen des Deutschen Krieges starb der in der Boxberger-Apotheke (damals Mohren-Apotheke) arbeitende Apotheker Franz Doyesez, als er von Granatsplittern im Herzen getroffen wurde. Der 1840 im schlesischen Trebnitz geborene Doyesez war aus seiner Heimat geflohen, um nicht zum Kriegsdienst eingezogen zu werden. Er wurde auf dem Bad Kissinger Kapellenfriedhof bestattet.
In den Jahren 1933/34 wurde das Anwesen unter Architekt Leonhard Ritter um ein Stockwerk aufgestockt. Ein von Leonhard Ritter angebauter Balkon wurde nach dem Zweiten Weltkrieg entfernt. Zur Zeit der Aufstockung beherbergte das Anwesen außerdem das Textilgeschäft des jüdischen Unternehmers Arthur Grünebaum und ein Juweliergeschäft des späteren Kreisleiters Karl Renner.
Im Jahr 1972 erfolgte ein Umbau des Anwesens. Zu dieser Zeit gab in dem Anwesen ein Fotogeschäft und eine Parfümerie, die noch besteht.